# Wilhelm Dibelius
Wilhelm Dibelius, född 1876, död 1931, var en tysk språkforskare och litteraturhistoriker.
Bland Dibelius skrifter märks J. Capgrave und die englische Schriftsprache (1899), Englische Romankunst (2 band, 1910), Charles Dickens (1916), samt England (2 band, 1923).